# Jacques Chaoulli
 (décembre 2008).
Améliorez-le ou discutez des points à vérifier. 
Jacques Chaoulli est un médecin et militant, célèbre pour avoir obtenu un jugement favorable contestant la légitimité du système d'assurance santé monopolistique national canadien. Il a la double citoyenneté française et canadienne.

## Biographie
Chaoulli est né en France en 1952. Après un doctorat en médecine obtenu à l'Université Paris VII, il émigre au Québec, au Canada, en 1977, entreprenant des recherches en éducation médicale à la Faculté de médecine de l'Université Laval, où il obtient sa maîtrise en science de l'éducation en 1982. 

## Engagement personnel
Chaoulli est connu pour avoir défié avec succès le monopole de l'assurance santé du Québec dans un jugement auprès de la Cour suprême du Canada en juin 2005. Dès son arrivée au Québec, il a été confronté avec les besoins insatisfaits de patients. 

### Conflit avec les autorités réglementaires de la santé
En 1991, il décide de monter un service d'appel et de visite à domicile, allant jusqu'à transformer un vieille fourgonnette en ambulance équipée d'un système de radiographie portable. Il recrute alors jusqu'à six médecins pour l'aider.
L'Union médicale du Québec et le Bureau régional de la santé l'accusent de violer les règles de fonctionnement du système et lui appliquent une pénalité de 30 % sur ses honoraires alors même qu'il consacre la totalité de son temps à cette activité. Cette pénalisation provoque le départ de ses recrues.
Il entame alors une grève de la faim, qui durera un mois, en plantant une tente au milieu de la Place Jacques-Cartier. Il décide alors de quitter le système national et de facturer ses clients librement en 1996, et de lancer un recours juridique.
En testant les voies politiques, il tente de se présenter en tant qu'indépendant dans une élection provinciale et obtient 270 voix. En 1998, il déclare s'attaquer à Jean Charest pour le contrôle du Parti libéral du Québec mais échoue, n'ayant pas été nommé comme délégué.

### Jugement de la Cour suprême
Il perd par deux fois en première instance, avant de faire appel en Cour suprême du Canada et obtenir enfin gain de cause en 2005.
Il démontra alors que le patient George Zeliotis aurait pu disposer d'un remplacement rapide de sa hanche et vivre une vie normale s'il n'en avait été empêché par l’obligation de soin et de prise en charge dans le cadre du système national.
À la suite de ce jugement, l'État du Québec disposait d'une année pour apporter des preuves tangibles d’amélioration du système, ce qui était impossible. La jurisprudence a été étendue à l'ensemble des provinces.[réf. nécessaire]